# CDC 6600

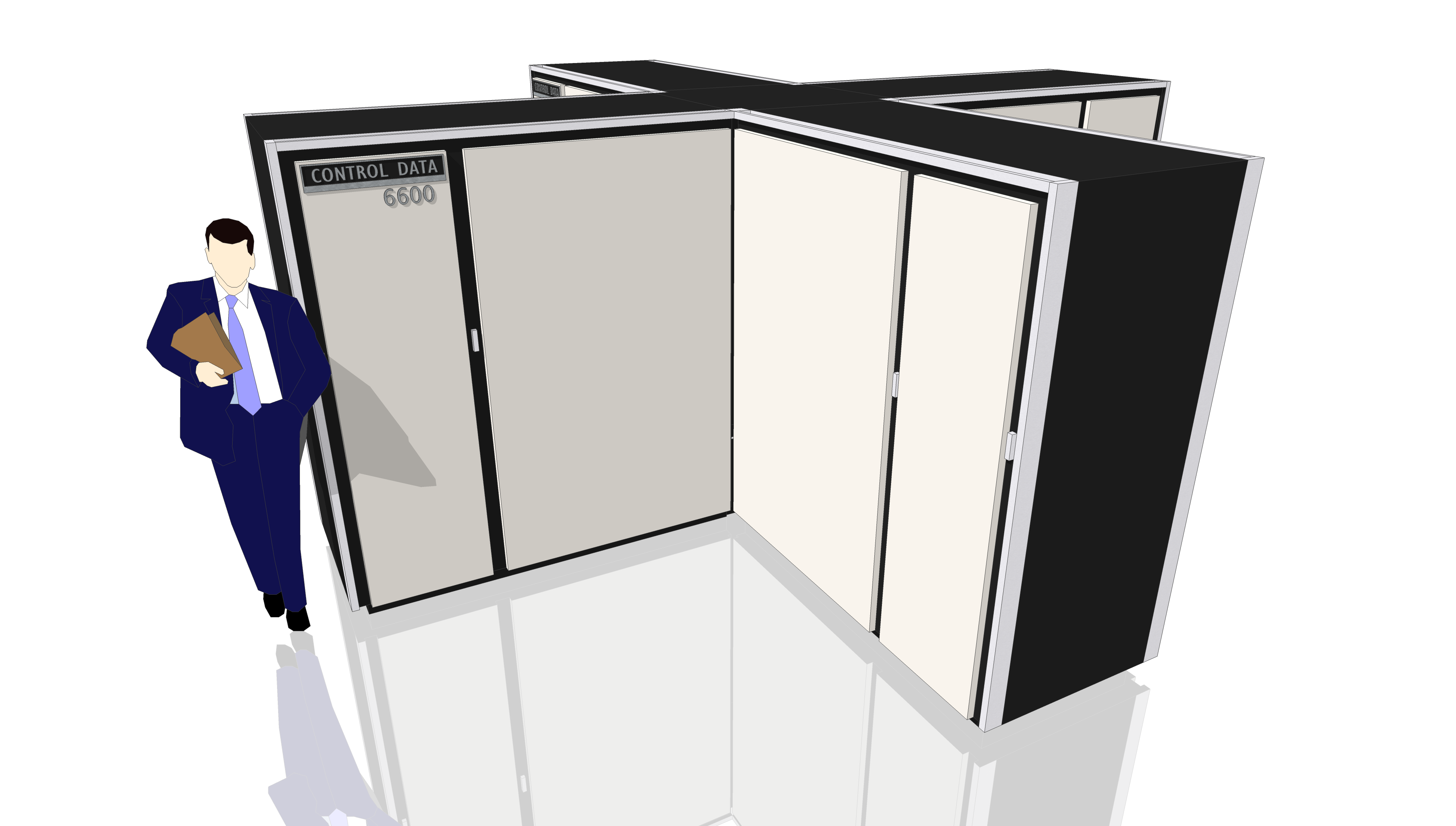
3D 렌더링 모습

CDC 6600은 1964년 5월, 미국 컨트롤 데이터 코퍼레이션의 시모어 크레이가 만든 6000시리즈의 플래그십 메인프레임 컴퓨터로, 최초의 슈퍼컴퓨터라 일컬어진다. 최대 3메가플롭스의 속도를 내며 1964년부터 1969년까지 세계에서 가장 빠른 컴퓨터였고, 이후 CDC 7600에게 최고 성능 자리를 내주게 된다.
최초의 CDC 6600은 리버모어와 로스앨러모스에 전달되었다.